# Jean-Blaise Grize
Ne doit pas être confondu avec Jean Blaize.
 (janvier 2010).
Si vous disposez d'ouvrages ou d'articles de référence ou si vous connaissez des sites web de qualité traitant du thème abordé ici, merci de compléter l'article en donnant les références utiles à sa vérifiabilité et en les liant à la section « Notes et références ».
Jean-Blaise Grize (né aux Verrières, canton de Neuchâtel, le 16 mars 1922 et mort à Villars-Burquin le 3 août 2013) est un professeur suisse de logique naturelle, d'épistémologie et d'argumentation.

## Biographie
Fils de Jean, directeur d'école, et de Louise Dällenbach, il déménage avec sa famille dans le canton de Neuchâtel, en Suisse.
Il suit des études de mathématiques aux universités de Neuchâtel et de Louvain et soutient son doctorat en 1954 à l'Université de Neuchâtel (Essai sur le rôle du temps en analyse mathématique classique).
Tout d'abord professeur à l'école supérieure de commerce et au gymnase de Neuchâtel entre 1947 et 1960, puis chargé de cours de logique entre 1958 et 1964, professeur extraordinaire à l'Université de Genève de 1964 à 1968. Désireux de le rencontrer après avoir lu l’un de ses articles, Jean Piaget lui propose un rendez-vous « dans une petite gare à l’entrée alémanique du tunnel de Lötschberg ». Jean-Blaise Grize est invité par le psychologue à rejoindre le Centre international d'épistémologie génétique. Il y travaille entre 1958 et 1968. Il retourne ensuite à l'Université de Neuchâtel où il est recteur de 1975 à 1979.
En 1969, il fonde, puis dirige le Centre de recherches sémiologiques de l'Université de Neuchâtel. Il enseigne également aux universités de Besançon, Fribourg, Genève et Lausanne, ainsi que de Montréal et à l'École pratique des hautes études de Paris. Ses travaux portent principalement sur l'épistémologie, la logique, l'étude de l'argumentation et la psycholinguistique. Il est l'un des instigateurs de la théorie de la logique naturelle,. Jean-Blaise Grize est docteur honoris causa des universités de Besançon (1982), Genève (1987) et Paris-Nord (1989).

## Principales publications
(novembre 2016).
- (it) Logica naturale e comunicazioni. Aracne, 2012.  (ISBN 8-8548-5375-5 et 978-8-8548-5375-1)
- Logique naturelle, analyse du travail, ergonomie. Par Jean-Blaise Grize et Maurice de Montmollin. Toulouse, Octares Éditions, 2008.  (ISBN 2-9153-4662-3 et 978-2-9153-4662-6)
- (it) La costruzione del discorso quotidiano. Storia della logica naturale. Par Emilio Gattico et Jean-Blaise Grize. Milano, Mondadori, 2007; 285 p.  (ISBN 8-8615-9014-4 et 978-8-8615-9014-4)
- Textes et discours: catégories pour l'analyse. Par Jean-Michel Adam, Jean-Blaise Grize et Magid Ali Bouacha (éds). Dijon, Éditions Universitaires de Dijon, 2004.
- Pour une épistémologie de la clinique psychiatrique: de la métaphore à l'explication. Par Jean-Blaise Grize, Paul Hermann et Claude Tricot (éds). Cahiers du Département d'économétrie de l'Université de Genève, 1998, no 7.
- Logique naturelle et communications. Paris, Presses Universitaires de France, 1996; 161 p.  (ISBN 2-1304-7324-5 et 978-2-1304-7324-4)
- Un signe parmi d'autres. Hauterive (CH), Éditions Gilles Attinger, 1992.
- Logique et langage. Gap/Paris, Ophrys, 1990; 153 p.  (ISBN 2-7080-0617-7 et 978-2-7080-0617-1)
- Langage, processus cognitifs et genèse de la communication. Par Denis Apothéloz et Jean-Blaise Grize. Travaux du Centre de recherches sémiologiques, no 54, 1987.
- Salariés face aux nouvelles technologies. Vers une approche socio-logique des représentations sociales. Par Jean-Blaise Grize, Pierre Vergès, Ahmed Silem. Paris, Éditions du CNRS, 1987.
- Pensée naturelle, logique et langage. Erudist, 1987; 300 p.  (ISBN 2-6000-4230-X et 978-2-6000-4230-7)
- Sémiologie du raisonnement. Édité par Jean-Blaise Grize. Textes de: Denis Apothéloz, Marie-Jeanne Borel, Jean-Blaise Grize, Denis Miéville, Catherine Péquegnat. Berne, Peter Lang, 1984; 261 p.  (ISBN 3-2610-3482-3 et 978-3-2610-3482-3)
- La contradiction: essai sur les opérations de la pensée. Par Jean-Blaise Grize et Gilberte Piéraut-Le Bonniec. Paris, Presses Universitaires de France, 1983; 206 p.  (ISBN 2-1303-7552-9 et 978-2-1303-7552-4)
- Essai de logique naturelle. Par Marie-Jeanne Borel, Kohler-Chesny J, Ebel Marianne, Jean-Blaise Grize, Denis Miéville. Berne, Peter Lang, 1983; 241 p.  (ISBN 3-2610-5073-X et 978-3-2610-5073-1)
- De la logique à l'argumentation. Genève, Librairie Droz, 1982.  (ISBN 2-6000-4100-1 et 978-2-6000-4100-3)
- Revue européenne des sciences sociales, Tome XIX, 1981, no 56: L'explication. Approche sémiologique. Sous la direction de Jean-Blaise Grize.
- Revue européenne des sciences sociales, Tome XVII, 1979, no 45: Discours, savoir, histoire, matériaux pour une recherche. Sous la direction de Jean-Blaise Grize.
- (en) Epistemology and psychology of functions. By Jean Piaget, Jean-Blaise Grize, Alina Szeminska. Dordrecht, Reidel, 1977; 232 p.  (ISBN 9-0277-0804-5 et 978-9-0277-0804-5)
  - (de) Epistemologie und Psychologie der Funktion. Klett-Cotta, Stgt, 1998; 240 p.  (ISBN 3-1292-6290-3 et 978-3-1292-6290-0)
- Revue européenne des sciences sociales, Tome XII, 1974, no 32: Recherches sur le discours et l'argumentation. Sous la direction de Jean-Blaise Grize.
- Logique moderne III. Implications-modalités, logiques polyvalentes, logique combinatoire, ontologie et méréologie de Lesniewski. Paris/La Haye, Gauthier-Villars et Mouton, 1973.  (ISBN 9-0279-7286-9 et 978-9-0279-7286-6)1973.
- Logique moderne II. Logique des propositions et des prédicats, tables de vérité et axiomatisation. Paris/La Haye, Gauthier-Villars et Mouton, 1971.
- Logique moderne I. Logique des propositions et des prédicats, déduction naturelle. Paris/La Haye, Gauthier-Villars et Mouton, 1969  (ISBN 9-0279-6320-7 et 978-9-0279-6320-8)
- Historique. Logique des classes et des propositions. Logique des prédicats. Logiques modales. In: Jean Piaget (sous la dir. de), Logique et connaissance scientifique. Paris: Gallimard, Encyclopédie de la Pléiade, 1967, p. 135-289.
- Remarques sur l'épistémologie mathématique des nombres naturels. In: Jean Piaget (sous la dir. de), Logique et connaissance scientifique. Paris: Gallimard, Encyclopédie de la Pléiade, 1967, p. 512-525.
- La filiation des structures. Par Léo Apostel, Jean-Blaise Grize, Seymour Papert, Jean Piaget. Paris, Presses Universitaires de France, 1963.
- Problèmes de la construction du nombre. Par Jean Piaget, Pierre Greco, Jean-Blaise Grize, Seymour Papert. Paris, Presses Universitaires de France, 1960.
- Essai sur le rôle du temps en analyse mathématique classique. Neuchâtel, Imprimerie Nouvelle L.-A. Monnier, 1954.